# Elecciones provinciales de Entre Ríos de 1935
Las elecciones generales de la provincia de Entre Ríos de 1935 tuvieron lugar el domingo 17 de marzo con el objetivo de renovar los cargos de Gobernador y Vicegobernador, los 27 escaños de la Cámara de Diputados, y los 5 de 14 senadores departamentales, además de la mayoría de los cargos municipales, componiendo los poderes ejecutivo y legislativo de la provincia para el período 1935-1939. Fueron los séptimos comicios provinciales entrerrianos desde la instauración del sufragio secreto en el país, y los primeros en realizarse tras una reforma constitucional realizada por el gobierno de Luis Etchevehere, que prohibía la reelección de todos los cargos ejecutivos e instauraba la elección por voto popular directo del gobernador y el vicegobernador. Se celebraron en el marco de la llamada Década Infame, en el que el régimen conservador imperante se perpetuaba en el poder por medio del fraude electoral.
Además de la reforma constitucional, las elecciones se caracterizaron por el hecho de verse nacionalizadas debido a un pacto entre el presidente Agustín Pedro Justo y Marcelo Torcuato de Alvear, líder del principal partido opositor, la Unión Cívica Radical (UCR), para realizar elecciones libres en varias provincias. Debido a esto, Alvear anunció que el radicalismo levantaría el boicot electoral iniciado en 1931. Bajo ese contexto, Eduardo Tibiletti se presentó como candidato de la UCR a la gobernación, debiendo competir contra Juan Francisco Morrogh Bernard, del Partido Demócrata Nacional (PDN) que era apoyado también por el antipersonalismo entrerriano, oficialista de la provincia con Luis Etchevehere como gobernador); y contra Gregorio Morán, de la Unión Cívica Radical Yrigoyenista (UCR-Y). Juan O. Nux fue candidato del Partido Socialista (PS), minoritario en Entre Ríos. La campaña fue vigorosa y tanto los principales dirigentes radicales del país, incluyendo el propio Alvear; como muchos conservadores, entre ellos el propio presidente Justo, visitaron la provincia para conseguir adhesiones.
Tal y como se acordó entre Alvear y Justo, las elecciones fueron consideradas limpias y justas. Tibiletti obtuvo una amplia victoria con el 50.78%, mientras que Morrogh Bernard obtuvo el 40.80%, Morán el 7.11% y Nux el 1.31%. Tibiletti triunfó en casi la totalidad de los departamentos, con la excepción de Gualeguay, Gualeguaychú y Victoria, donde se impuso Morrogh Bernard por muy estrechos márgenes. El conservadurismo se vio devastado por la división entre Morrogh Bernard y Morán. Debido a esto, el radicalismo obtuvo además una aplastante mayoría parlamentaria, logrando 14 de las 27 bancas en la Cámara de Diputados contra 11 de los demócratas nacionales y 2 del radicalismo antipersonalista; y 3 de 5 senadores.
La victoria radical en Entre Ríos inauguró un escenario provincial fragmentado para la Década Infame, ya que significó el fin de la abstención radical en todo el país. En algunas provincias, a partir de entonces, las elecciones fueron consideradas libres y justas hasta el final del período (con el golpe de Estado de 1943).

## Resultados

### Gobernador y Vicegobernador
| Fórmula              | Fórmula           | Partido           | Partido                           | Votos   | %     |
| Gobernador           | Vicegobernador    | Partido           | Partido                           | Votos   | %     |
| -------------------- | ----------------- | ----------------- | --------------------------------- | ------- | ----- |
| Eduardo Tibiletti    | Roberto Lanús     |                   | Unión Cívica Radical              | 52.329  | 50,27 |
| Juan Morrogh Bernard |                   |                   | Partido Demócrata Nacional        | 42.661  | 40,98 |
| Gregorio Morán       |                   |                   | Unión Cívica Radical Yrigoyenista | 7.593   | 7,29  |
| Juan O. Nux          |                   |                   | Partido Socialista                | 1.202   | 1,15  |
|                      |                   |                   | Partido Comunista                 | 288     | 0,28  |
|                      |                   |                   | Partido N. Laborista              | 23      | 0,02  |
|                      |                   |                   |                                   |         |       |
| Votos válidos        | Votos válidos     | Votos válidos     | Votos válidos                     | 104.096 | 92,63 |
| Votos en blanco      | Votos en blanco   | Votos en blanco   | Votos en blanco                   | 2.874   | 2,56  |
| Votos impugnados     | Votos impugnados  | Votos impugnados  | Votos impugnados                  | 15      | 0,01  |
| Votos extranjeros    | Votos extranjeros | Votos extranjeros | Votos extranjeros                 | 5.398   | 4,80  |
| Total de votos       | Total de votos    | Total de votos    | Total de votos                    | 112.383 | 100   |
| Fuente:              |                   |                   |                                   |         |       |

### Cámara de Diputados
| Partido           | Partido                           | Votos   | %     | Bancas |
| ----------------- | --------------------------------- | ------- | ----- | ------ |
|                   | Unión Cívica Radical              | 50.387  | 48,94 | 14/27  |
|                   | Partido Demócrata Nacional        | 41.987  | 40,78 | 11/27  |
|                   | Unión Cívica Radical Yrigoyenista | 7.501   | 7,29  | 2/27   |
|                   | Partido Socialista                | 1.729   | 1,68  |        |
|                   | Partido N. Laborista              | 1.050   | 1,02  |        |
|                   | Partido Comunista                 | 300     | 0,29  |        |
|                   |                                   |         |       |        |
| Votos válidos     | Votos válidos                     | 102.954 | 92,34 |        |
| Votos en blanco   | Votos en blanco                   | 3.034   | 2,72  |        |
| Votos impugnados  | Votos impugnados                  | 14      | 0,01  |        |
| Votos extranjeros | Votos extranjeros                 | 5.498   | 4,93  |        |
| Total de votos    | Total de votos                    | 111.500 | 100   |        |
| Fuente:           |                                   |         |       |        |

### Cámara de Senadores
| Partido           | Partido                           | Votos  | %     | Bancas |
| ----------------- | --------------------------------- | ------ | ----- | ------ |
|                   | Unión Cívica Radical              | 17.472 | 47,07 | 3/5    |
|                   | Partido Demócrata Nacional        | 16.810 | 45,28 | 2/5    |
|                   | Unión Cívica Radical Yrigoyenista | 2.511  | 6,76  |        |
|                   | Partido Socialista                | 330    | 0,89  |        |
|                   |                                   |        |       |        |
| Votos válidos     | Votos válidos                     | 37.123 | 92,98 |        |
| Votos en blanco   | Votos en blanco                   | 891    | 2,23  |        |
| Votos impugnados  | Votos impugnados                  | 2      | 0,01  |        |
| Votos extranjeros | Votos extranjeros                 | 1.909  | 4,78  |        |
| Total de votos    | Total de votos                    | 39.925 | 100   |        |
| Fuente:           |                                   |        |       |        |

#### Resultados por departamentos
| Federación 1 Senador   | Federación 1 Senador              | Federación 1 Senador | Federación 1 Senador | Federación 1 Senador |
| Partido                | Partido                           | Votos                | %                    | Bancas               |
| ---------------------- | --------------------------------- | -------------------- | -------------------- | -------------------- |
|                        | Unión Cívica Radical              | 2.058                | 48,74                | 1/1                  |
|                        | Partido Demócrata Nacional        | 1.991                | 47,16                |                      |
|                        | Unión Cívica Radical Yrigoyenista | 172                  | 4,07                 |                      |
|                        | Partido Socialista                | 1                    | 0,02                 |                      |
|                        |                                   |                      |                      |                      |
| Votos válidos          | Votos válidos                     | 4.222                | 92,59                |                      |
| Votos en blanco        | Votos en blanco                   | 86                   | 1,89                 |                      |
| Votos extranjeros      | Votos extranjeros                 | 252                  | 5,53                 |                      |
| Total de votos         | Total de votos                    | 4.560                | 100                  |                      |
| Gualeguaychú 1 Senador |                                   |                      |                      |                      |
| Partido                | Partido                           | Votos                | %                    | Bancas               |
|                        | Partido Demócrata Nacional        | 5.318                | 48,23                | 1/1                  |
|                        | Unión Cívica Radical              | 4.853                | 44,01                |                      |
|                        | Unión Cívica Radical Yrigoyenista | 777                  | 7,05                 |                      |
|                        | Partido Socialista                | 79                   | 0,72                 |                      |
|                        |                                   |                      |                      |                      |
| Votos válidos          | Votos válidos                     | 11.027               | 94,61                |                      |
| Votos en blanco        | Votos en blanco                   | 187                  | 1,60                 |                      |
| Votos impugnados       | Votos impugnados                  | 1                    | 0,01                 |                      |
| Votos extranjeros      | Votos extranjeros                 | 440                  | 3,78                 |                      |
| Total de votos         | Total de votos                    | 11.655               | 100                  |                      |
| La Paz 1 Senador       |                                   |                      |                      |                      |
| Partido                | Partido                           | Votos                | %                    | Bancas               |
|                        | Unión Cívica Radical              | 3.213                | 49,67                | 1/1                  |
|                        | Partido Demócrata Nacional        | 3.085                | 47,69                |                      |
|                        | Partido Socialista                | 95                   | 1,47                 |                      |
|                        | Unión Cívica Radical Yrigoyenista | 76                   | 1,17                 |                      |
|                        |                                   |                      |                      |                      |
| Votos válidos          | Votos válidos                     | 6.469                | 91,13                |                      |
| Votos en blanco        | Votos en blanco                   | 219                  | 3,08                 |                      |
| Votos extranjeros      | Votos extranjeros                 | 411                  | 5,79                 |                      |
| Total de votos         | Total de votos                    | 7.099                | 100                  |                      |
| Uruguay 1 Senador      |                                   |                      |                      |                      |
| Partido                | Partido                           | Votos                | %                    | Bancas               |
|                        | Unión Cívica Radical              | 4.574                | 52,53                | 1/1                  |
|                        | Partido Demócrata Nacional        | 3.038                | 34,89                |                      |
|                        | Unión Cívica Radical Yrigoyenista | 943                  | 10,83                |                      |
|                        | Partido Socialista                | 152                  | 1,75                 |                      |
|                        |                                   |                      |                      |                      |
| Votos válidos          | Votos válidos                     | 8.707                | 91,29                |                      |
| Votos en blanco        | Votos en blanco                   | 235                  | 2,46                 |                      |
| Votos impugnados       | Votos impugnados                  | 1                    | 0,01                 |                      |
| Votos extranjeros      | Votos extranjeros                 | 595                  | 6,24                 |                      |
| Total de votos         | Total de votos                    | 9.538                | 100                  |                      |
| Victoria 1 Senador     |                                   |                      |                      |                      |
| Partido                | Partido                           | Votos                | %                    | Bancas               |
|                        | Partido Demócrata Nacional        | 3.378                | 50,43                | 1/1                  |
|                        | Unión Cívica Radical              | 2.774                | 41,42                |                      |
|                        | Unión Cívica Radical Yrigoyenista | 543                  | 8,11                 |                      |
|                        | Partido Socialista                | 3                    | 0,04                 |                      |
|                        |                                   |                      |                      |                      |
| Votos válidos          | Votos válidos                     | 6.698                | 94,70                |                      |
| Votos en blanco        | Votos en blanco                   | 164                  | 2,32                 |                      |
| Votos extranjeros      | Votos extranjeros                 | 211                  | 2,98                 |                      |
| Total de votos         | Total de votos                    | 7.073                | 100                  |                      |